# クレサラ問題
クレサラ問題（クレサラもんだい）とは、クレジット会社やサラ金、信用保証会社による多重債務、過酷な取り立て、高金利、違法業者の増加、過払金の返還を巡るトラブルなどを中心とした問題の総称である。また、商工ローンに関する問題を含めて、クレサラ・商工ローン問題ということもある。

## 沿革
- 1980年代ごろには、個人の金銭債務者に対する貸金業者の過酷な取り立てにより、退職や一家離散に追い込まれる者が増加し、最悪の場合には命に関わる事態も生じ、社会問題となっていた。このころ、日本全国各地に被害者団体が設立され、サラ金規制法の制定を求める声が強くなった[2]。クレサラ問題対策は、このような借金地獄に陥った多重債務者をいかに救済するかという観点から発展した[3]。
- 1983年には、旧貸金業規制法が制定された。しかし、当時クレサラ問題の原因と指摘されていた3つの問題点（高金利、過剰融資、過酷な取り立て）は完全には解決されずに残された[2]。
- 2003年、いわゆるヤミ金融対策法として、旧貸金業規制法および出資の受入れ、預り金及び金利等の取締りに関する法律（出資法）の改正が行われた[4]。この中で、登録業者（サラ金等）・無登録業者（ヤミ金等）を問わず規制対象となることが明確化され、禁止される取り立て行為が具体化されるなどの改正が行われた。
- 2006年、旧貸金業規制法が改正されて貸金業法に名称が変更され、貸付金額の総量規制およびグレーゾーン金利の撤廃などが行われた（いずれも2010年6月18日適用開始）[5]。

- 過払金返還請求の手法が確立した後は、救済という観点よりも、いかに過払金を回収するかという債権回収の観点が重要となった[3]。

## 問題のある消費者金融の類型
歴史的に、金融業者の貸し付けに関する以下のような行為が問題とされてきた。
押し貸し（押し付け融資）
貸金業者（主として「闇金融」）が、勝手に銀行口座などに入金し、その後、高金利を付けて返済を要求することをいう。勝手に入金されたものであるから、金銭貸借契約は成立しておらず、金利は一切支払う必要は当然ない。加えて、このような入金行為は、ほとんどの場合、その後の金銭喝取の手段に過ぎないと評価できるから、法的には不法原因給付に当たり、入金された金員を返還する必要もない（日本弁護士連合会見解）。
弁護士が介入した場合、「入金された金員は不法原因給付だから返還しない。不満があるなら業者側から返還を求める訴訟を行うように」という趣旨の通知をしたり、すでに業者に「返済」している場合は「不法原因給付なので、業者側に押し貸しされた人への金員の返還請求権はない。返還請求権がないから、すでに業者側が返済を受けたと称する金員は法律上の原因なく取得した金員であり、不当利得となる。よって、押し貸しされた人への返還を求める。」という趣旨の通知をする場合が多い。このような対応をしたからといって、闇金融業者が裁判所に提訴することなどまずないし、まして勝訴することなどあり得ない。
年金担保金融
年金証書、印鑑、通帳を担保（国民年金や厚生年金の受給権が担保ではないことに注意されたい）に貸し付けを行うこと。また、印鑑と通帳を使って、「返済」と称して債務者の年金を勝手におろしてしまう業者もある。2004年12月28日より「貸金業の規制等に関する法律」の改正により、これらを担保に取る行為は罰則付きで禁止となる（それ以前は、金融庁の「事務ガイドライン」で禁じられていたのみ）。
また、年金の受給権を担保にすることも原則禁止であり（国民年金法第24条、厚生年金保険法第41条など）、例外的に担保にできるのは、独立行政法人福祉医療機構の様に、法令（独立行政法人福祉医療機構法第3条 第2項）で定められたものだけである。このため福祉医療機構と類似した名称を称したり、福祉医療機構を紹介すると称して、紹介料を請求する業者もある。
空貸し
金を貸していないにも拘らず、「貸した」と主張して返済を要求すること。或いは、債権を譲渡されていないにもかかわらず、「譲渡された」と主張して返済を要求すること。架空請求詐欺の一種である。
チケット金融（金券代金後払い）
高速道路や新幹線の回数券などの換金性の高い金券の売買を利用した実質的な貸し金行為で、次のようなものである。
業者は、顧客に対して金券を後払いで正規の価格で販売する。顧客は、そのチケットを所定の金券店で換金して金を受け取る。その後、顧客は業者に金券代金を支払う。
業者と金券店が共謀しているので（あるいは実質的に同一であるので）、顧客からみると、金券店での換金額が元金に、正規の金券の代金が返済額に、金券を換金した日から後払いで金券代を払った日までが借入期間、「正規の金券代金-金券店での換金額」が利息に、それぞれ相当することになる。
システム金融
複数のシステム化された業者による次のような行為をいう。
ある業者が個人事業者や零細事業者を相手に小切手や約束手形を担保として高金利の貸し付けを行う。借主の返済が滞ると、最初の業者が別の業者を紹介したり、別の業者からダイレクトメールや電話での勧誘があり、今の借金を新たな借金で返済するように勧められる。これに応じると、借主は借金と返済を繰り返し、急激に債務が拡大してしまう。しかし、借主は小切手や約束手形を担保に取られているので、不渡りを恐れて業者の言いなりになる。
家具リース金融（家財リース業者）
債務者の家具等の生活必需品を買い取ったとし、それを「リースする」と称して「リース料」を要求する行為をいう。
「リース料」が滞ると家具等が持ち去られる。実質的には、家具等は担保でありリース料は利息に相当する。貸金業の登録はせず、古物商の許可を得ている業者が多い。
パンスト金融
物品販売の業務委託を装った金融で、次のようなものである。
まず、債務者と債権者が物品販売の業務委託契約を結ぶ。債権者は、安物のパンストなどの商品と業務委託手数料といった名目の金員を債務者に渡す。債務者は、1週間程度後に商品代金を支払うというもの。
実質的には、業務委託手数料が元金、商品代金が返済額に相当する。商品は、1足1万円のパンスト、1パック2万円の塩などで社会通念上、とうてい考えられない価格である。
ひととき融資
高金利で金を貸す代わりに、債権者が債務者に対し性行為を求めること。債務者が女性の場合に多い。SNS上や掲示板などのインターネットサイトを媒体に行われる個人間融資として行われることもある。

## 二次被害
紹介屋、買取屋、整理屋などの業者が、クレサラ問題の救済を謳って広告を行うなどし、クレサラ問題の被害者に二次被害を与えることも問題となってきた。
- 紹介屋は、多重債務者がさらに融資を受けられる先を紹介すると称して法外な手数料を請求する者である[7]。
- 買取屋は、多重債務者にクレジットカード等で換金可能な物品を購入させるなどし、これを低廉に買い取って現金を交付する者である。場合によっては、多重債務者がクレジット詐欺の片棒を担ぐことになることもある。このような業者は「クレジットカードのショッピング枠を現金化する」などと広告していることがある。
- 整理屋は、高額な手数料を取って債務整理を行うと称する業者である。なお、無資格での債務整理は違法な非弁行為である可能性が高く、形式的に弁護士が関与していても整理屋が介在するような案件は違法な非弁提携であることが多い。

## 関連判例
- 極めて高金利の貸主に対して、借主が不法原因給付により元金も含めて返済義務なし、すなわち債務不存在確認の請求を行なったところ、請求が認容された事件
  - 平成15年2月13日 東京簡易裁判所 平成14年（ハ）第13266号 債務不存在確認請求
- 家具リース契約を金銭消費貸借契約とし、その上で違法な金利のため利息全体を無効とし、利息を不当利得として借主への返還を認容、あわせて弁護士費用の請求も認容した事件
  - 平成13年9月27日 大阪地方裁判所 平成12年（ワ）第9065号 不当利得金返還等請求
- みなし返済（貸金業法43条）が厳格適用され、書類が完全でない場合はみなし返済の要件を満たしていないとされ、差戻された事件。
  - 最高裁判所　平成15（受）390号　不当利得返還請求事件
  - 最高裁判所　平成15年（オ）386号　不当利得返還請求事件
- みなし弁済（貸金業法43条）が厳格適用され、利息制限法以上の金利の支払いについて、「期限の利益喪失条項」などで事実上の強制・明確な強制がなされた場合、みなし弁済の要件を満たしていないとされ、差し戻された事件。
  - 平成18年1月13日 第二小法廷判決 平成16（受）1518号 貸金請求事件

- SFCGが貸付に際し主債務者及び連帯根保証人から共同振出させている私製手形に係る手形金請求の手形訴訟が、手形制度及び手形訴訟制度を濫用するものとして不適法とされた事例
  - 東京地方裁判所　平成15年（手ワ）第168号，同第169号，同第180号約束手形金請求